# Nichtklassische Logik
Nichtklassische Logiken sind formale Systeme, die sich signifikant von den klassischen Logiksystemen wie der Aussagenlogik und der Prädikatenlogik unterscheiden. Es gibt verschiedene Möglichkeiten, wie dies der Fall sein kann – z. B. durch Variation gewisser Grundgesetze der klassischen Logik oder durch deren Abänderungen bzw. Erweiterungen. Das Ziel aller solchen Abweichungen ist es, verschiedene Möglichkeiten des logischen Schließens und der logischen Wahrheit aufzuzeigen und Prinzipien zu variieren, die innerhalb der klassischen Systeme als selbstverständlich und unverrückbar gelten.

## Beispiele
Parakonsistente Logiken sind formale Systeme,

„[…] in denen der logische Grundsatz ex contradictione sequitur quodlibet (lateinisch für ‚aus einem Widerspruch folgt Beliebiges‘) nicht gilt, in denen es also nicht möglich ist, aus zwei widersprüchlichen Aussagen A, ¬A oder aus einem Widerspruch A∧¬A jede beliebige Aussage herzuleiten.“

Die intuitionistische Logik geht von einem anderen Begriff der Wahrheit aus als die klassische Logik:

„Während in der klassischen Logik die Aussage {\displaystyle A\lor B} wahrheitsfunktional (siehe Wahrheitswert) interpretiert wird als ‚A trifft zu, oder B trifft zu‘, wird dieselbe Aussage in der intuitionistischen Logik interpretiert als ‚Es gibt einen Beweis für A, oder es gibt einen Beweis für B‘.
Aus dieser unterschiedlichen Interpretation der Junktoren (Konnektive) ergibt sich, dass bestimmte Theoreme der klassischen Logik in der intuitionistischen nicht gültig sind. Ein Beispiel ist der Satz vom ausgeschlossenen Dritten, {\displaystyle A\lor \neg A}. Die klassische Interpretation lautet ‚A trifft zu, oder A trifft nicht zu‘ und ist leicht als gültig erkennbar. Die intuitionistische Interpretation lautet ‚A ist bewiesen, oder A ist widerlegt‘. Unter dieser Interpretation ist der Satz vom ausgeschlossenen Dritten offensichtlich nicht gültig, einerseits weil es Aussagen gibt, die weder bewiesen noch widerlegt sind, andererseits weil es Aussagen gibt, die überhaupt weder beweisbar noch widerlegbar sind.“

## Erweiterungen der klassischen Logik
Ein spezieller Typ nichtklassischer Logiken sind die Erweiterungen der klassischen Logik. In einer nichtklassischen Erweiterung werden zusätzliche logische Operatoren hinzugefügt, z. B. “{\displaystyle \Box }” in der Modallogik; dieses neue Zeichen steht für „Es ist notwendig, dass …“. – Für  Erweiterungen der klassischen Logik gilt:
- Die Menge der wohlformulierten Formeln (Ausdrücke) ist eine echte Obermenge der Menge der Ausdrücke, die durch die klassische Logik erzeugt werden.
- Die Menge der beweisbaren Theoreme ist eine echte Obermenge der Menge von Theoremen, die in der klassischen Logik gelten – aber nur in dem Sinn, dass die „neuen“ Theoreme der erweiterten Logik auf der Bildung der neuen Ausdrücke beruhen.

## Wichtige Klassen nichtklassischer Logiken
- Mehrwertige Logik
- Fuzzylogik
- Intuitionistische Logik
- Quantenlogik
- Modallogik
- Intensionale Logiken
- Deontische Logik
- Parakonsistente Logik
- Lineare Logik, eine Verfeinerung der klassischen und der intuitionistischen Logik.
- Relevanzlogik
- Nichtmonotone Logik
- Temporale Logik
- Interrogativlogik